# Smokvica
Smokvica és un poble i una municipalitat de Dubrovnik-Neretva a l'oest de Croàcia. La seva població és de 1.210 habitants (cens del 2001). La població és essencialment croata (98%).